# 艾迪爾·達·奧利華拉·艾莫林
艾迪尔·达·奥利华拉·艾莫林（Adiel de Oliveira Amorim，1980年8月13日—）一般称作艾迪尔，生于库巴唐，巴西职业足球运动员。

## 职业生涯
1997年，艾迪尔出道于巴西球队桑托斯，2000年转会到日本球队浦和红钻，20岁的艾迪尔初次征战亚洲赛场。当年代表球队出战10场打入2球。随后回国在2001年至2005年间，艾迪尔先后效力保地花高 SP、桑托斯以及卡德斯亚这三家俱乐部。2006年，艾迪尔重返亚洲赛场，转会到湘南比马征战日本J2联赛。2009年艾迪尔帮助湘南比马重返日本J1联赛，但仅维持一年又降入J2联赛。
2012年，艾迪尔加盟中甲球队武汉卓尔。他在2012赛季出场29次，帮助球队以亚军的成绩升级到中超联赛。2013年，他转投另一支湖北球队、中甲升班马湖北华凯尔。